# John Coltrane

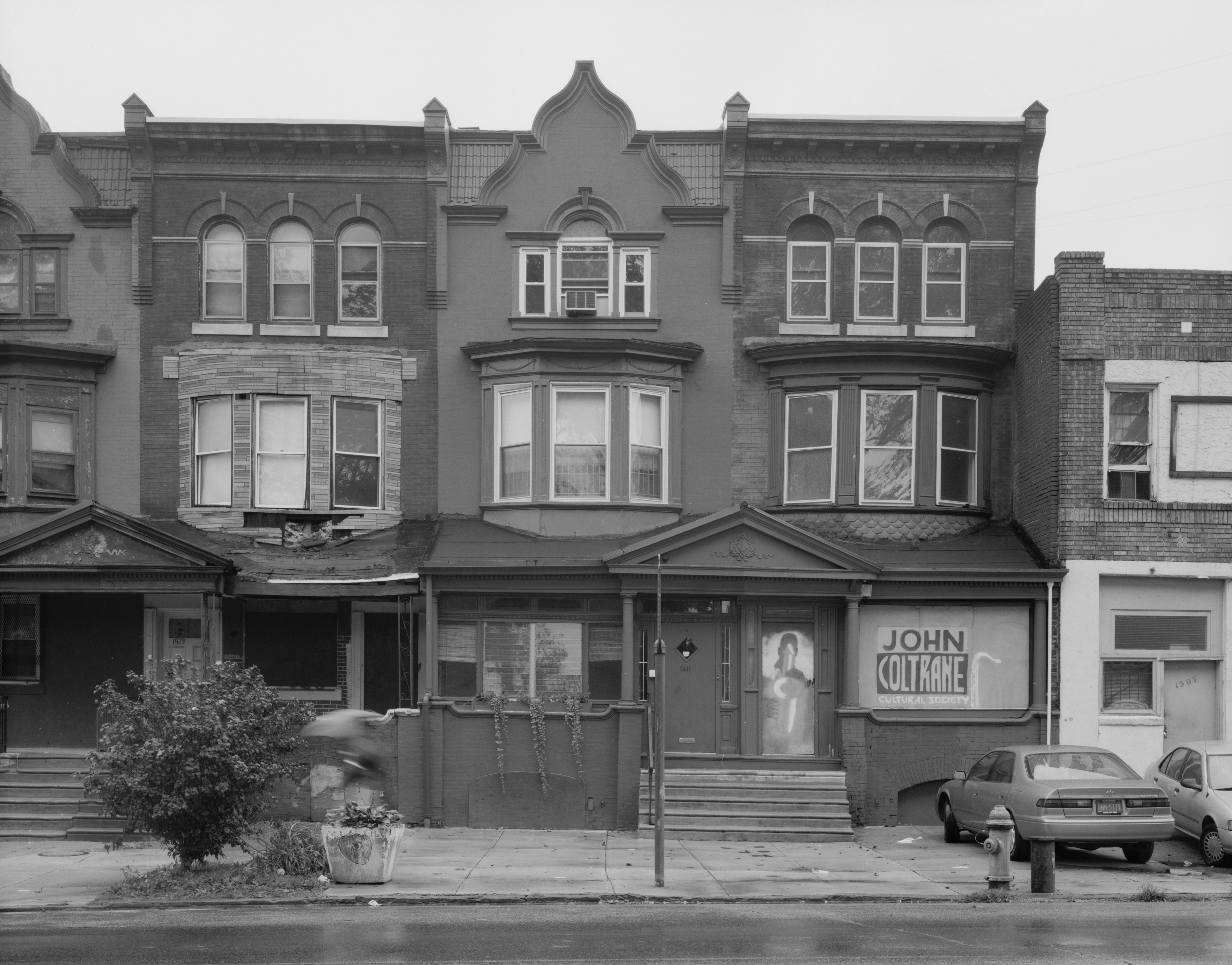
Dom Johna Coltrane’a w Filadelfii

John William Coltrane (ur. 23 września 1926 w Hamlet, Karolina Północna, zm. 17 lipca 1967 w Huntington, Long Island) – amerykański saksofonista, flecista i kompozytor jazzowy. Mąż pianistki Alice Coltrane i ojciec saksofonisty Raviego Coltrane’a. Jeden z najbardziej wpływowych i innowacyjnych twórców gatunku.

## Życiorys

### Młodość
Dorastał w High Point, skąd przeprowadził się do Filadelfii. Jego rodzice byli dziećmi pastorów African Methodist Episcopal Zion i od wczesnych lat 30. XX wieku mieszkali w wielopokoleniowej rodzinie z dziadkami ze strony matki, ciotką, wujem i kuzynem. Ojciec Coltrane’a był krawcem, jednak grał na skrzypcach i ukulele, a matka śpiewała i grała na pianinie w kościele. Początkowo nie traktował muzyki poważnie; jego nastawienie zmieniło się w wieku 12 lat po dramatycznej serii śmierci w rodzinie (zmarł jego ojciec, dziadek i babka, a w następnym roku wuj). Ponieważ poziom życia rodziny znacznie się obniżył, Coltrane zaczął grać w lokalnej orkiestrze dętej na klarnecie. Jednak pod wpływem Johnny’ego Hodgesa, saksofonisty w orkiestrze Duke’a Ellingtona, wkrótce zmienił klarnet na saksofon altowy. Grał wtedy w zespole William Penn High School. Gdy w wieku 16 lat ukończył tę szkołę, był zdeterminowany by zrobić karierę w muzyce.

### Służba wojskowa
Aby nie zostać powołanym, Coltrane zaciągnął się do marynarki 6 sierpnia 1945; tego samego dnia zrzucono pierwszą bombę atomową na Japonię. Ukończył szkolenie na marynarza w szkole marynarki wojennej Sampson Naval Training School, gdzie dołączył do „Melody Masters”, stałego zespołu swingowego na bazie. Tutaj rozpoczął swoją karierę ,grając na saksofonie altowym.

### Początki kariery
Ponieważ zdał sobie sprawę, że zurbanizowana północ USA stwarza więcej możliwości, przeprowadził się do Filadelfii. Rozpoczął studia w Ornstein School of Music, równocześnie grając popularną muzykę w lokalnych barach, gdzie zetknął się z bebopem. W 1945 otrzymał powołanie do jednostki wojskowej stacjonującej na Hawajach, gdzie występował w orkiestrze marynarki wojennej. Po zakończeniu służby w 1946 kontynuował muzyczną edukację w szkole Granoff Studios, w której intensywnie studiował grę na saksofonie oraz teorię muzyki. Nieformalnie także przyswajał sobie styl gry Charliego Parkera. Przez następnych 9 lat był muzycznym czeladnikiem. W początkowych trzech latach tego okresu grywał głównie w małych zespołach (combo) rhythmandbluesowych prowadzonych m.in. przez Joego Webba, Kinga Kolaksa i Eddiego „Cleanheada” Vinsona. Sześć kolejnych lat wypełniło granie w zespołach jazzowych. Zaczął także wtedy grać na saksofonie tenorowym i poświęcił się bez reszty swojej pasji muzycznej, grając w różnych zespołach (m.in. Jimmy’ego Heatha, Howarda McGhee i Dizzy’ego Gillespiego). Z tym ostatnim w 1949 nagrał swoją pierwszą płytę. Przez dwa lata był muzykiem w septecie Johnny’ego Hodgesa, a w 1955 został zaproszony do współpracy z kwintetem Milesa Davisa, w którym udoskonalił swój warsztat muzyczny. Wtedy też po raz pierwszy zwrócili na niego uwagę muzyczni krytycy.
W 1957 rozpoczął współpracę z Theloniousem Monkiem. Kilka miesięcy wspólnego grania było niezwykle korzystne dla rozwoju stylu Coltrane’a – Monk nauczył go grać dwa lub nawet trzy tony równocześnie oraz pomagał mu w jego poszukiwaniach harmonicznych. Ponowna (od 1958) kooperacja z Davisem zaowocowała nagraniem jednej z najwybitniejszych płyt w historii jazzu Kind of Blue (1959). O ile wcześniej Davis był zainteresowany – tak jak i Coltrane – rozwijaniem wieloakordowych struktur, tak w tym okresie zdecydowanie ograniczył liczbę akordów, a jego zainteresowanie przeniosło się w stronę melodyczną utworów. Również i Coltrane poszedł w tym samym kierunku, gdyż dawało to więcej możliwości do swobodnie prowadzonych partii solowych. Ten sposób grania wyraźnie uwidocznił się na albumie Kind of Blue, zwłaszcza w takich utworach jak „So What” i „Flamenco Sketches”. Oba te utwory są doskonałymi przykładami modalnej gry muzyków. Również klasyczne 12-taktowe bluesy „All Blues” i „Freddie Freeloader” mają wyraźny rys tego modalnego grania – nie ma w nich żadnych harmonicznych dodatków w rodzaju np. akordów zastępczych itd., a jest tylko prosty wzór bluesowy trzech czterotaktowych sekwencji. Jak sam powiedział w 1960 „Mogłem grać trzy akordy na jeden [Davisa]. Ale z drugiej strony, jeśli chciałem, mogłem grać melodycznie. Muzyka Milesa dawała mi wiele wolności”.

#### Giant Steps
W maju 1959 Coltrane nagrał swój pierwszy ważny album Giant Steps. Powraca na nim do wieloakordowych struktur, nad którymi pracował wcześniej. Harmoniczna struktura w tytułowym utworze wykracza daleko poza proste wzory hard bopu, a linia melodyczna nie zawiera dekoracyjnych detali, co było typowe dla bebopu, tylko służy w pierwszym rzędzie podkreśleniu progresji akordów. Jednak już w rok później nagrywa album My Favorite Things (październik 1960), który z kolei jest powrotem do grania modalnego, a więc Coltrane zrezygnował z wertykalnych improwizacji i skoncentrował się na horyzontalnych liniach melodycznych.

### Lata 60.
W kwietniu 1960 zadebiutował jego słynny zespół z pianistą McCoy Tynerem oraz perkusistą Elvinem Jonesem, do którego w 1961 dołączył basista Jimmy Garrison. W tym czasie wzrósł także jego podziw dla osiągnięć Ornette’a Colemana. Obaj muzycy często dyskutowali o muzyce między sobą. Na początku lat 60. Coltrane dokonał nawet nagrań z grupą Colemana, jednak firma Atlantic Records wydała je dopiero po kilku latach.
W tym okresie Coltrane dokonał także nagrań z trębaczem freejazzowym i członkiem grupy Colemana – Donem Cherrym. Wykazują one muzyczne cofnięcie się Coltrane’a i nawet Cherry – główny przedstawiciel awangardy – gra tu daleko bardziej konwencjonalnie, zwłaszcza jeśli porównamy jego nagrania z Colemanem do tych nagranych z Coltrane’em. Właściwie można powiedzieć, że rozwój Coltrane’a wiodący do free jazzu zaczął się w momencie wejścia do jego grupy pod koniec 1961 saksofonisty altowego, flecisty i klarnecisty basowego – Erika Dolphy’ego.
Wpływ Colemana na Coltrane’a uwidocznił się w wyborze takich muzyków jak pianista McCoy Tyner i perkusista Elvin Jones, których otwartość pozwoliła Coltrane’owi szybciej osiągnąć swój unikalny styl. Mimo wpływów Colemana, obaj muzycy różnili się; np. Coltrane – przynajmniej do 1965 – był bardziej związany z akordami od Colemana. Również swoje muzyczne idee rozwijali kontrastującymi sposobami. Chociaż Coleman był krytykowany za sposób gry i organizacji muzycznego materiału, to nawet przez krytyków był nieraz wychwalany za kompozycje, a szczególnie za atrakcyjne tematy, które potrafił przekształcać w świeże, nowe motywy. Natomiast Coltrane bardzo rzadko był chwalony za kompozycje. Krytyczne nastawienie do Coltrane’a wzmogło się po 1961 r., gdy do jego zespołu wszedł Eric Dolphy, który odszedł z eksperymentalnego zespołu Charlesa Mingusa. W tym czasie zarówno Coltrane, jak i Dolphy znajdowali się pomiędzy hard bopem a bardziej radykalnym free jazzem, który wyłaniał się z muzycznej działalności Colemana i Cecila Taylora. Jednak podczas gdy Coltrane stopniowo wyzwalał się z tradycyjnych norm, Dolphy poruszał się raz w tył, a raz do przodu pomiędzy stylistycznymi biegunami. Jednak to ostatecznie właśnie on miał już za sobą doświadczenie w nagraniu tak radykalnej płyty jak Free Jazz: A Collective Improvisation z tzw. podwójnym kwartetem Colemana. Ich współpraca trwała zaledwie kilka miesięcy i zaowocowała kilkoma nagraniami, które tylko w małej części ukazują wrażenie jakie grupa Coltrane’a wywierała na słuchaczach podczas koncertów. Jednym z głównych nagrań dokumentujących ich koncerty jest nagranie z występu w klubie w listopadzie 1961 Dobrym przykładem tych nagrań jest utwór „India”.
„India” jest utworem modalnym, który wynikł z fascynacji Coltrane’a muzyką hinduską. Różni się jednak od wcześniejszych modalnych utworów Coltrane’a tym, iż jest zagrany bardziej „free”, co można przypisać wpływom Dolphy’ego. Słychać to także w wykorzystaniu przez Coltrane pojedynczych tonów, których brzmienie przypomina dźwięk basowego klarnetu Dolphy’ego oraz w użyciu dużych interwałów (szóstek i siódemek). Najczęściej służą one jako melodyczny oraz rytmiczny kontrast do różnorodnych melodycznych kształtów budowanych na 8- i 16-nutowych ciągach. Szczególną rolę pełni także rytm, którego wagę podkreśla wykorzystanie dwóch basistów – Reggiego Workmana i Jimmy’ego Garrisona oraz perkusisty Elvina Jonesa”.
Ich koncerty wywołały furię u niektórych krytyków. W numerze Down Beat z 23 listopada 1961 John Tynan wyraził się o ich występie jako „antyjazzie”. Oskarżył zespół za to, że nie swinguje, używa zbyt wielu dysonansów i brakuje mu formalnej spójności. Ich sola saksofonowe nazwał „nihilistycznymi ćwiczeniami na dwa saksofony” itd. Artykuł ten podzielił zarówno słuchaczy, jak i krytyków. W 1962 do Tynona i innych krytyków dołączył Leonard Feather, wiążąc także Coltrane’a z Colemanem i Cecilem Taylorem.
Mimo krytycznej recepcji zarówno Coltrane i Coleman oraz w mniejszym stopniu Taylor, cieszyli się 1962 niezwykle wysokim poważaniem w kręgach jazzmanów. Kilku z mainstreamowych muzyków – takich jak np. Sonny Rollins i Jackie McLean – zaadaptowało sposób gry Coltrane, aby wzmocnić swój styl. Pozytywne refleksje płynęły także ze strony starszych muzyków – Arta Peppera i Stana Getza.
Po stosunkowo krótkim okresie współpracy z Dolphym i rozwijaniem modalności w grze, Coltrane powrócił do bardziej konwencjonalnego stylu gry, co można określić mianem okresu konsolidacji. Przykładem mogą być takie utwory jak „Up Against the Wall”, „Promise” i „Alabama”. Najwyraźniej muzyk zbierał w całość doświadczenia z poprzedniego okresu eksperymentowania.
Na początku lat 60. XX w. instrumentaliści związani z free jazzem zaczęli wykraczać poza afroamerykańską tradycję nawiązując bezpośrednio do afrykańskich i azjatyckich tradycji muzycznych. Poeta Ronald Milner z pewną przesadą opisał Coltrane’a jako muzyka, który „unicestwił wszystkie zachodnie wpływy”. Wiadomo, że Coltrane był bardzo zainteresowany muzyką hinduską i prowadził obszerną korespondencję z Ravim Shankarem. Wyróżniające się i całkowicie nieeuropejskie brzmienie rag hinduskich przyciągnęło Coltrane’a i Dolphy’ego w takim samym stopniu jak np. grupę The Beatles. Jego utwór „India” i płyta Om (1965) wykazywały, że odszedł on od kultury czarnej diaspory, jednak nie całkowicie, bowiem np. w 1961 wydał album Africa/Brass, a w 1965 Kulu Se Mama ściśle związane z kulturą afrykańską. Przyjaźnił się wtedy z afrykańskim perkusistą Michaelem Babatundem Olatunjim. Na wzór afrykańskich śpiewów wprowadził także do swoich utworów partie wokalne. Takim utworem jest m.in. „A Love Supreme” (1964), w którym każdy z instrumentów improwizuje wokół czteronutowej frazy wokalnej „a love su-preme”.
W grudniu 1964 Coltrane nagrał album A Love Supreme, który był ukoronowaniem procesu asymilacji podsumowującym pięcioletni okres eksperymentów. Osiągnął w nim syntezę nieraz całkowicie różnych kształtujących zasad muzycznych. Każda z czterech części suity prezentuje różnie ustrukturyzowane ramy i odniesienia muzyczne: stosunkowo swobodnie potraktowana modalność w „Acknowledgement”, kadencyjne ośmiotaktowe partie w „Resolution”, dwunastotaktowy bluesowy wzór okraszony modalnością w „Pursuance” i czysta modalność w „Psalm”.
Lata sześćdziesiąte to czas największych triumfów Coltrane’a. W jego muzyce słychać było eksperymenty brzmieniowe oraz charakterystyczną atonalność, która do dziś inspiruje kolejne pokolenia muzyków. Coltrane należy do prekursorów free jazzu, do kanonu którego należą nagrane przez niego płyty: A Love Supreme i Ascension.
Zmarł na raka wątroby 17 lipca 1967 w Huntington, Long Island.

## Wybrana dyskografia (jako lider)
| - Dakar [Prestige/OJC] (1957) - Coltrane [Prestige/OJC] (1957) - Lush Life [Prestige/OJC] (1957) - John Coltrane with the Red Garland Trio (także jako: Traneing in) [Prestige/OJC] (1957) - Blue Train [Blue Note] (1957) - Cattin' with Coltrane and Quinichette [Prestige/OJC] (1957) - Wheelin' and Dealin' [Prestige/OJC] (1957) - The Believer [Prestige/OJC] (1957) - The Last Trane [Prestige/OJC] (1957) - John Coltrane with Kenny Burrell [Prestige/OJC] (1957) - Soultrane [Prestige/OJC] (1958) - Settin' the Pace [Prestige/OJC] (1958) - Black Pearls [Prestige/OJC] (1958) - Strandard Coltrane [Prestige/OJC] (1958) - The Stardust Session [Prestige/OJC] (1958) - Bahia [Prestige/OJC] (1958) - Coltrane Time [Blue Note] (1958) - Blue Trane: John Coltrane Plays the Blues [Prestige/OJC] (1958) - Like Sonny [Roulette] (1958) - Giant Steps [Atlantic] (1959) - Coltrane Jazz [Atlantic] (1959) - The Avant-garde [Atlantic] (1960) - Coltrane's Sound [Atlantic] (1960) - My Favorite Things [Atlantic] (1960) - Coltrane Plays the Blues [Atlantic] (1960) - Olé Coltrane [Atlantic] (1961) - The Best of John Coltrane [Atlantic] (1951-1961) - The Heavyweight Champion [Rhino] (1959-1961) - Africa/Brass [Impulse!] (1961) - The Complete Africa/Brass [Impulse!] (1961) - Live at Village Vanguard [Impulse!] (1961) - Impressions [Impulse!] (1961) - The Complete Paris Concert [Magnetic] (1961) - The Complete Copenhagen Concert [Magnetic] (1961) - European Impressions [Bandstand] (1961) - Live in Stockholm, 1961 [Charly] (1961) - John Coltrane Quartet with Eric Dolphy [Black Label] (1961) - John Coltrane Meets Eric Dolphy [Moon] (1961) - Trancendence [Summit] (1961) - Coltrane [Impulse!] (1962) - From the Original Master Tapes [Impulse!] (1962) - The European Tour [Pablo Live] (1962) - The Complete Graz Concert, vol. 1 [Magnetic] (1962) - The Complete Graz Concert, vol. 2 [Magnetic] (1962) - The Complete Stockholm Concert, vol. 1 [Magnetic] (1962) - The Complete Stockholm Concert, vol. 2 [Magnetic] (1962) - Stockholm '62 The Complete Second Concert, vol. 1 [Magnetic] (1962) - Stockholm '62 The Complete Second Concert, vol. 2 [Magnetic] (1962) | - Visit to Scandinawia [Jazz Door] (1962) - On Stage 1962 [Accord] (1962) - Promise [Moon] (1962) - Bye Bye Blackbird [Prestige/OJC] (1962) - Ev’ry Time We Say Goodbye [Natasha] (1962) - Live at Birdland and the Half Note [Cool & Blue] (1962) - Coltrane Live at Birdland [Impulse!] (1963) - John Coltrane and Johnny Hartman [Impulse!] (1963) - The Gentle Side of John Coltrane [Impulse!] (1963) - The Paris Concert [Prestige/OJC] (1963) - '63 The Complete Copenhagen Concert, vol. 1 [Magnetic] (1963) - '63 The Complete Copenhagen Concert, vol. 2 [Magnetic] (1963) - Live at Stockholm 1963 [Charly] (1963) - Afro Blue Impressions [Pablo Live] (1963) - Newport '63 [Impulse!] (1963) - Live at Birdland [Impulse!] (1964) - Coast to Coast [Moon] (1964) - Crescent [Impulse!] (1964) - A Love Supreme [Impulse!] (1964) - Dear Old Stockholm [Impulse!] (1964) - The John Coltrane Quartet Plays [Impulse!] (1965) - The Major Works of John Coltrane [Impulse!] (1965) - Transition [Impulse!] (1965) - New Thing at Newport [Impulse!] (1965) - Live in Paris [Charly] (1965) - Live in Antibes 1965 [LeJazz] (1965) - Love in Paris [LeJazz] (1965) - Live in Paris [Black Label] (1965) - A Live Supreme [Moon] (1965) - New York City '65, vol. 1 [Magnetic] (1965) - New York City '65, vol. 2 [Magnetic] (1965) - Live in Seattle [Impulse!] (1965) - Om [Impulse!] (1965) - First Meditations [Impulse!] (1965) - Meditations [Impulse!] (1965) - Kulu Sé Mama [Impulse!] (1965) - Infinity [Impulse!] (1965) - Ascension [Impulse!] (1965) - Sun Ship [Impulse!] (1965) - Live at The Village Vanguard Again! [Impulse!] (1966) - Live in Japan [Impulse!] (1966) - Interstellar Space [Impulse!] (1966) - The Olatunji Concert: The Last Live Recording [Impulse!] (1967) - Expression [Impulse!] (1967) - The Inner Man [Vee Jay] (1977), nagr. w 1962 - Live at Birdland featuring Eric Dolphy [Affinity] (1986) - Stellar Regions [Impulse!] (1994) |